# Centre national d'insertion professionnelle des artistes lyriques
Le Centre National d'Insertion Professionnelle d'Artistes Lyriques (CNIPAL) est une structure nationale de formation créée en 1983 et dissoute en 2016 à Marseille pour accompagner et insérer professionnellement de jeunes artistes lyriques dans leur début de carrière.

## Description
De nombreux chanteurs actuellement professionnels sont issus du CNIPAL. pour n'en citer que quelques-uns : Ludovic Tézier, Béatrice Uria-Monzon, Pavol Breslik, Hiromi Ōmura, Pauline Courtin, Kyung-il Ko, Burcu Uyar, Thomas Dolié, Anaïs Constans, Jean-Luc Ballestra, Philippe Talbot, Svetlana Lifar…
Présidé par Alain Lanceron et dirigé de 1996 à 2014 par Gérard Founau, le CNIPAL a été financé par le Ministère de la Culture et de la Communication, le Conseil régional de Provence-Alpes-Côte d'Azur, le Conseil départemental des Bouches-du-Rhône et la Ville de Marseille.
Le CNIPAL a cessé ses activités à Marseille en juin 2014 en raison de la décision du Conseil régional PACA – alors présidé par Michel Vauzelle – de ne plus verser de subventions à cette institution qui venait de fêter ses 30 ans. En conséquence, l'ensemble du personnel a été licencié.
Malgré les efforts du conseil d'administration pour délocaliser la structure dans une autre région, aucune solution n'a été trouvée et la dissolution de l'association a été décidée fin 2016.